# 上野権太
上野 権太（うえの ごんた、1895年（明治28年）7月4日 - 1944年（昭和19年）3月31日）は、日本の海軍軍人。最終階級は海軍中将。鹿児島県出身。
海軍乙事件により遭難、殉職。

## 経歴
- 大正6年（1917年）11月26日- 海軍機関学校第26期を卒業
- 大正7年（1918年）8月1日- 任海軍機関少尉
- 大正9年（1920年）12月1日- 任海軍機関中尉
- 大正11年（1922年）12月1日- 比叡分隊長心得
- 大正12年（1923年）12月1日- 任海軍機関大尉
- 大正13年（1924年）12月1日- 海軍大学校機関学生
- 大正15年（1926年）12月1日- 陸奥分隊長
- 昭和3年（1928年）12月10日- 第二潜水戦隊参謀
- 昭和4年（1929年）11月30日- 任海軍機関少佐
- 昭和6年（1931年）11月2日- 第三戦隊参謀
- 昭和7年（1932年）12月1日- 佐世保鎮守府参謀
- 昭和9年（1934年）11月15日- 任海軍機関中佐、軍令部部員兼海軍大学校教官
- 昭和11年（1936年）12月15日- アメリカ合衆国出張被仰付
- 昭和12年（1937年）12月1日- 海軍工機学校教官兼海軍砲術学校教官
- 昭和13年（1938年）11月15日- 任海軍機関大佐
- 昭和14年（1939年）11月15日- 海軍省教育局第三課長
- 昭和16年（1941年）9月25日- 第二遣支艦隊機関長
- 昭和17年（1942年）10月10日- 海軍工機学校教頭
- 昭和18年（1943年）9月1日- 連合艦隊司令部附
  - 9月5日- 連合艦隊機関長
- 昭和18年（1943年）11月1日- 任海軍少将
- 昭和19年（1944年）3月31日- 海軍乙事件にて殉職、任海軍中将